# Landgraben (Dithmarschen)

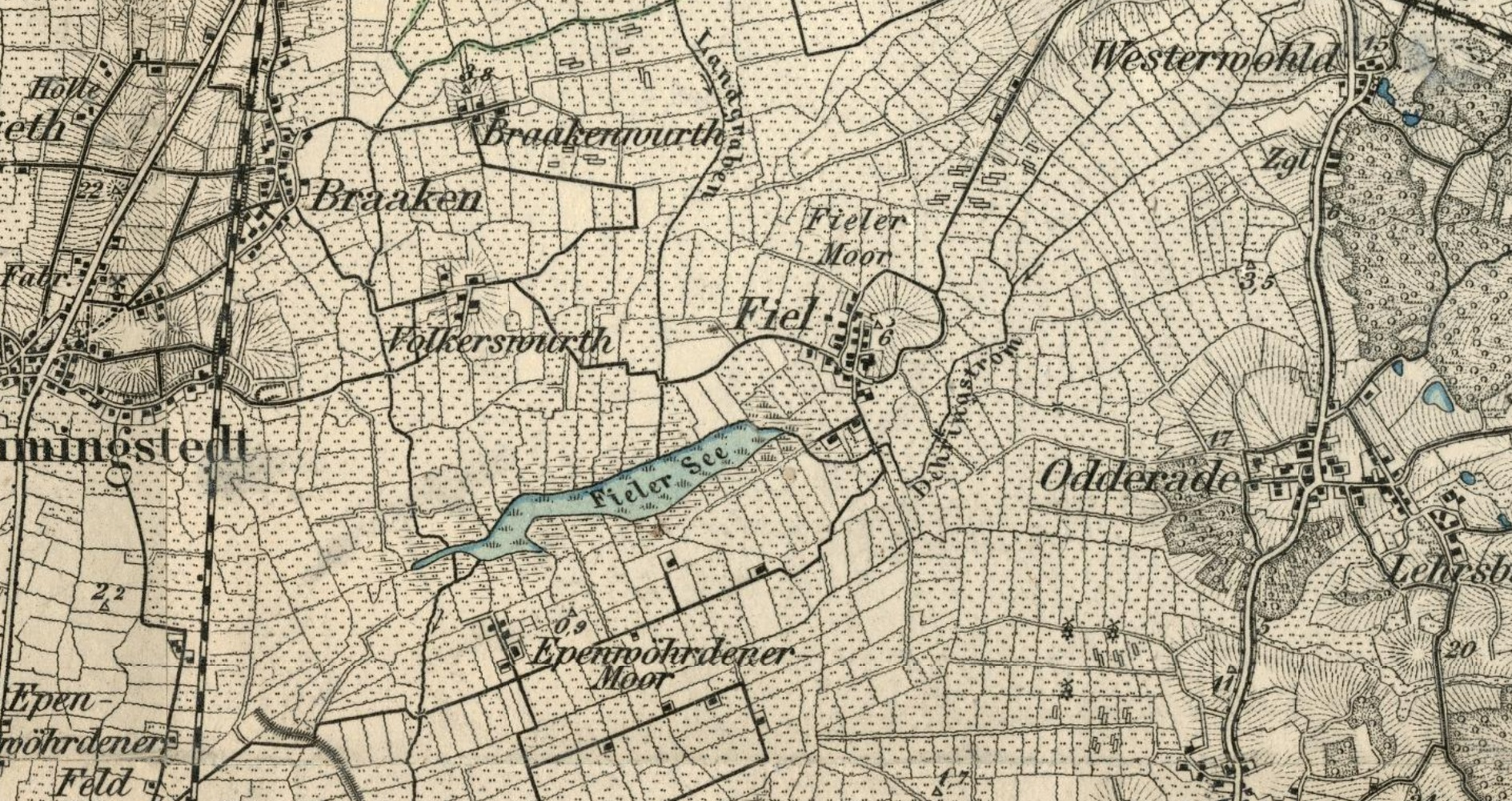
Bild 1ː Mündung des Landgrabens im Fieler See um 1893

Der Landgraben (Dithmarschen) ist ein Fluss in Dithmarschen in Schleswig-Holstein. Er hat seine Quelle in einem Waldgebiet am Südostrand der Wulf-Isebrand-Kaserne in Heide. Er durchquert nach Süden die beiden Moorgebiete Rüsdorfer Moor (früher auch Süderholmer Moor genannt) und Fieler Moor und endet am Zusammenfluss mit dem Dehringstrom im Naturschutzgebiet Ehemaliger Fieler See. Beide bilden von dort ab den Fluss Nordermiele, siehe auch Karte 1. Die Flusslänge beträgt 6,18 Kilometer. Der Fieler See war um 1893 noch eine offene Wasserfläche und wurde erst später trockengelegt, siehe Bild 1.

## Ökologie
Der Landgraben ist Teil des Wasserkörpers „Landgraben/Dunkerstrom“ mit der Kennung DERW_DESH_MI_02. Er wird vom Gewässertyp her als „Kleine Niederungsfließgewässer in Fluss- und Stromtälern (LAWA-Typcode: 19)“ eingestuft. Er gilt nach § 28 Wasserhaushaltsgesetz (WHG) als „erheblich verändert“. Sein ökologisches Potenzial wird als „mäßig“ und sein chemischer Zustand als „nicht gut“ eingestuft. Letzterer wird damit begründet, dass die Grenzwerte der Umweltqualitätsnormen (UQN) bezüglich Bromierter Diphenylether (BDE), Quecksilber, Quecksilberverbindung und den Herbiziden Terbutryn und Nicosulfuron überschritten werden.
Bis zum Jahre 2028 muss gemäß WRRL für alle Gewässer in der Europäischen Union ein „guter“ ökologischer und chemischer Zustand erreicht werden.